# Спрінг-Бранч (Техас)
Спрінг-Бранч (англ. Spring Branch) — місто (англ. city) в США, в окрузі Комал штату Техас. 